# Nieuwe Kerk

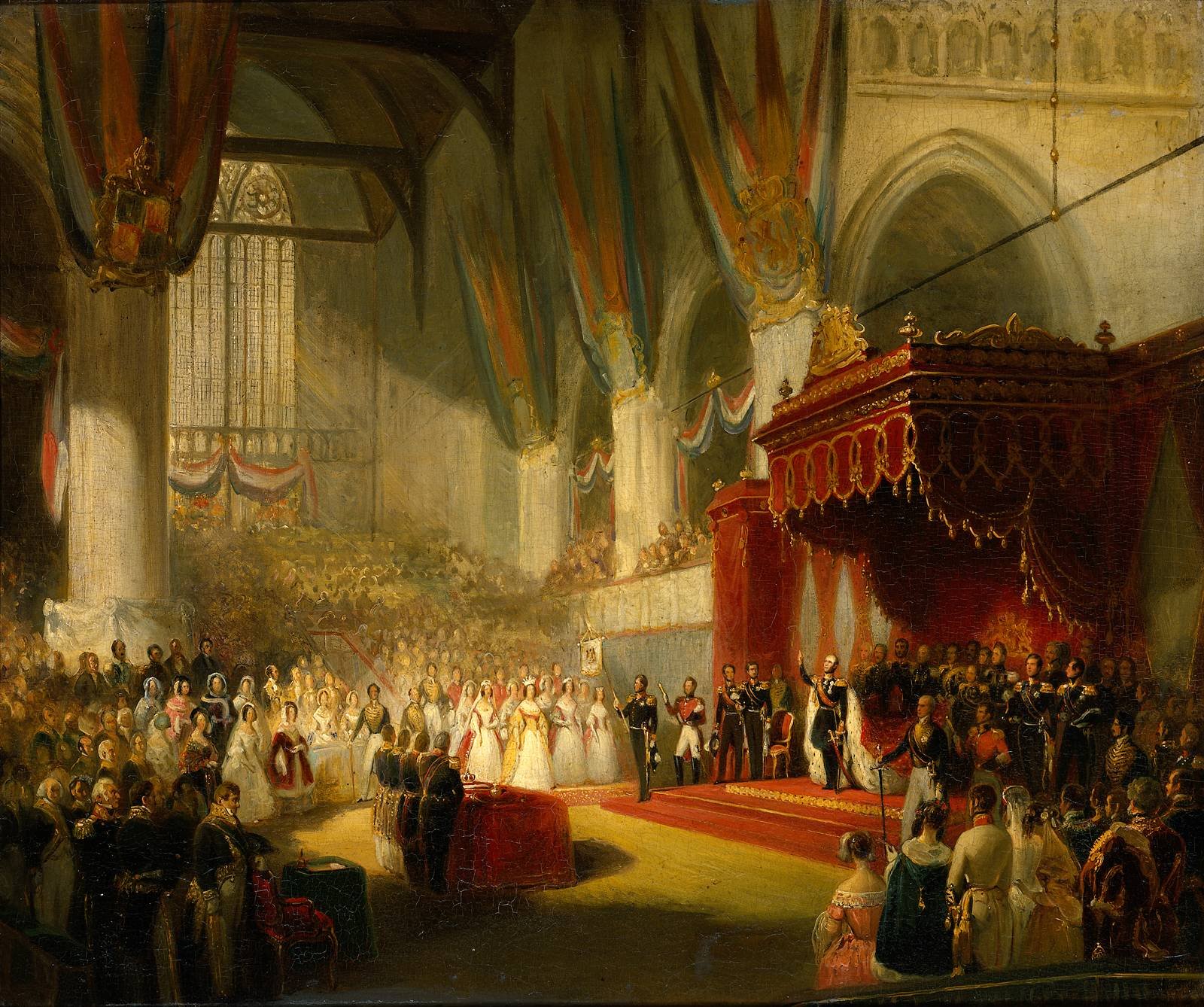
Invigningen av Vilhelm II av Nederländerna 1840 målad av Nicolaas Pieneman

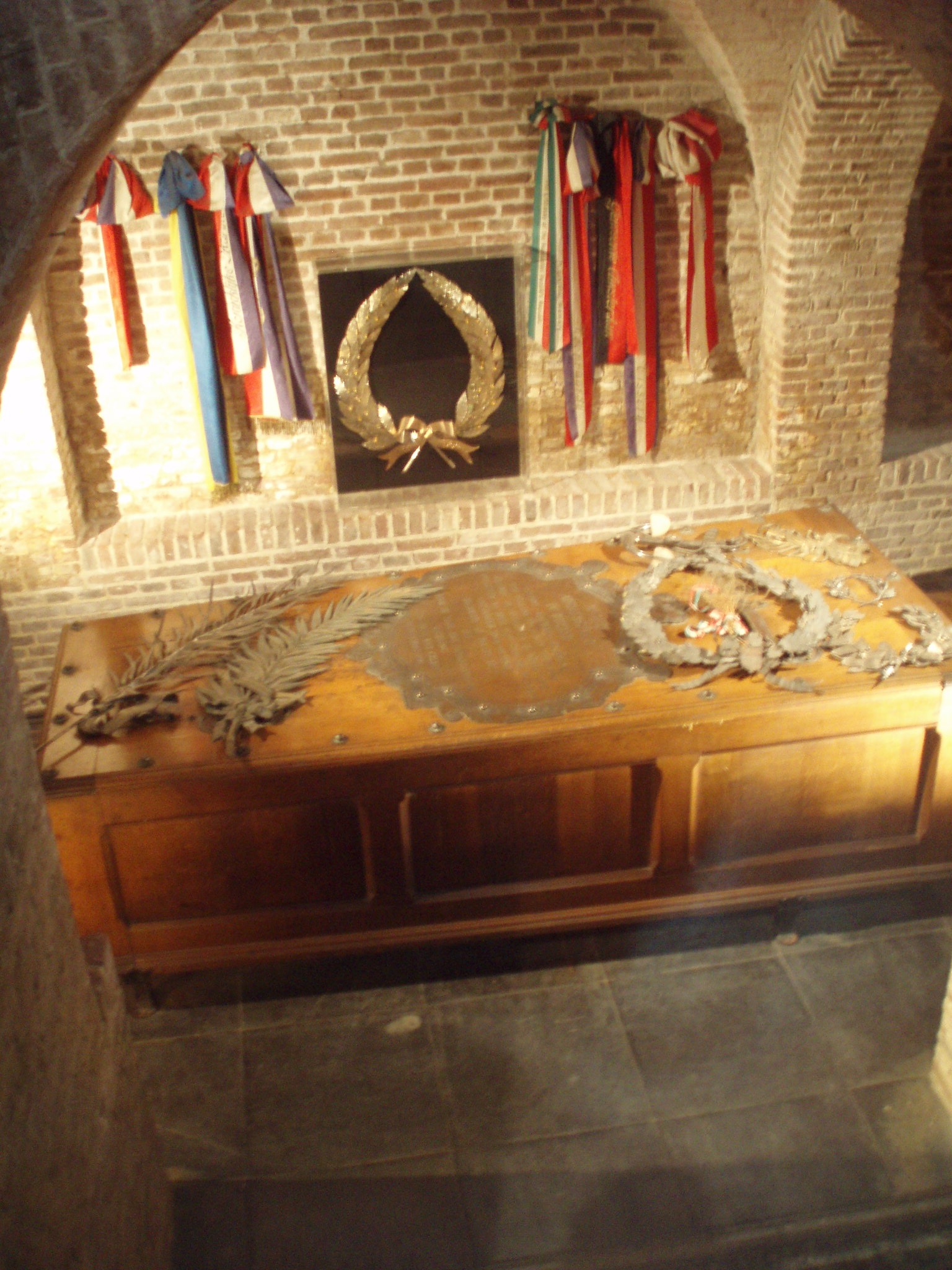
Admiral de Ruyters sarkofag i Nieuwe Kerk

Nieuwe Kerk ("Nykyrkan") är en kyrka från 1400-talet i Amsterdam i Nederländerna. Kyrkan ligger på torget Dam, vid kungliga slottet. Den används till kungliga ceremonier, men även till kulturella ändamål. Nieuwe Kerk har status som rijksmonument.

## Historia
Den första mässan i Nieuwe Kerk hölls 18 maj 1410. Kyrkan, som sedan reformationen varit protestantisk, öppnades 1980 för alla konfessioner. Den används också till kulturella ändamål, konserter och utställningar.
Kyrkan undkom stadsbränderna 1421 och 1452, men förstördes av en brand på mitten av 1600-talet. Efter detta byggdes den upp igen och dekorerades av nederländska och flamländska konstnärer, bland andra målaren Jan Gerritsz van Bronckhorst och silversmeden Johannes Lutma den äldre.
Det finns två orglar i Nieuwe Kerk, en huvudorgel från 1655 och en mindre orgel från 1500-talet.

## Kungliga ceremonier
Kyrkan är knyten till det nederländska kungahuset. Kung Vilhelm I av Nederländerna avlade 1814 sin grundlagsed i Nieuwe Kerk. Efter detta invigdes kung Vilhelm II här 1840, kung Vilhelm III 1849, drottning Wilhelmina 1898, drottning Juliana 1948, drottning Beatrix 1980 och kung Willem-Alexander 2013. Kyrkan har en glasmålning till minne om invigningen av drottning Wilhelmina 1898.
2002 användes Nieuwe Kerk till den kyrkliga vigselceremonin vid bröllopet mellan dåvarande tronföljaren prins Willem-Alexander och Máxima Zorreguieta Cerruti.

## Gravplatser
Flera kända personer är begravna i Nieuwe Kerk, bland andra den baptistiska rörelsens grundare John Smyth, kommendören Johan van Galen, amiralen Michiel de Ruyter, diktaren och författaren Joost van den Vondel, samt marinlöjtnanten Jan van Speyk.